# 陳睿
陳 睿（ちん えい、チェン・ルイ、簡体字: 陈 睿、1978年1月 - ）は、中華人民共和国の実業家で、bilibili董事長、最高経営責任者（CEO）。

## 概要
2001年に金山公司に入社。スマートフォンのセキュリティソフト関連企業であるチーターモバイルの共同設立者としてキャリアを積んでいた彼は、2011年にエンジェル投資家としてbilibiliに出資し、法人化させた。
陳睿本人も古くからのACGのファンであり、ソーシャルメディアのアイコンには『俺の妹がこんなに可愛いわけがない』の登場人物、高坂桐乃の画像を使用している。